# Juan Luis Storace
Juan Luis Storace Montes, nacido en 1940, es abogado y político uruguayo, perteneciente al Partido Nacional. Hijo de Nicolás Storace Arrosa y de Imelda Montes. Casado con María Elena Cardoso Campomar.
En 1994 junto con su hermano Nicolás forman la agrupación Manos a la Obra, y acompañan a Alberto Volonté en su postulación a la Presidencia. 
Durante la segunda presidencia de Julio María Sanguinetti es nombrado subsecretario del Ministro de Defensa Raúl Iturria. Posteriormente, en 1998 accede como Ministro titular de la cartera hasta el final de la presidencia de Sanguinetti.
| Predecesor: Raúl Iturria | Ministro de Defensa 1998-2000 | Sucesor: Luis Brezzo |

- Datos: Q5650068